# Stiftelsen för stödjandet av de merkantila och tekniska vetenskaperna
Stiftelsen för stödjandet av de merkantila och tekniska vetenskaperna (finska: Kaupallisten ja teknillisten tieteiden tukisäätiö, KAUTE) är en finländsk stiftelse.
Stiftelsen, som har sitt säte i Helsingfors, grundades 1956 av Ekonomförbundet och en teknologförening i syfte att främja studier, undervisning och forskning inom de merkantila och tekniska vetenskaperna. För att uppnå syftet utdelar stiftelsen stipendier, främst till forskningsprojekt som främjar det finländska näringslivets verksamhetsförutsättningar. Dessutom finansierar stiftelsen publikationer, seminarier, undervisning och internationellt studentutbyte inom ovannämnda vetenskapsområden.